# اچ‌ام‌اس کنیلورث کسل (کی۴۲۰)
اچ‌ام‌اس کنیلورث کسل (کی۴۲۰) (به انگلیسی: HMS Kenilworth Castle (K420)) یک کشتی بود. این کشتی  در سال ۱۹۴۳ ساخته شد.